# Jaraba (kommunhuvudort)
Jaraba är en kommunhuvudort i Spanien.   Den ligger i provinsen Provincia de Zaragoza och regionen Aragonien, i den centrala delen av landet, 170 km nordost om huvudstaden Madrid. Jaraba ligger 762 meter över havet och antalet invånare är 311.
Terrängen runt Jaraba är kuperad österut, men västerut är den platt. Jaraba ligger nere i en dal. Runt Jaraba är det mycket glesbefolkat, med 5 invånare per kvadratkilometer. Närmaste större samhälle är Alhama de Aragón, 11,8 km norr om Jaraba. Omgivningarna runt Jaraba är i huvudsak ett öppet busklandskap.